# Lobelia kalobaensis
Lobelia kalobaensis är en klockväxtart som beskrevs av Franz Elfried Wimmer och Mats Thulin. Lobelia kalobaensis ingår i släktet lobelior, och familjen klockväxter.
Artens utbredningsområde är Kongo-Kinshasa. Inga underarter finns listade i Catalogue of Life.